# 2024 en voile
Cet article présente les faits marquants de l'année 2024 en voile.

## Évènements

### Principales compétitions
- Arkéa Ultim Challenge (janvier-mars)
- The Transat 2024 (avril-mai)
- New York Vendée - Les Sables d'Olonne (mai-juin)
- Vendée Globe 2024-2025 (novembre)

### Jeux olympiques
- Voile aux Jeux olympiques d'été de 2024